# Plaça de la Montanyeta
La plaça de la Montanyeta és una cèntrica plaça de la ciutat d'Alacant. El seu nom prové d'un antic tossal (el tossal de Sant Francesc) que va ser desmantellat per tal de construir la plaça.
També coneguda com a plaça dels Coloms, es tracta d'una plaça rectangular, amb una font central també de forma rectangular que es localitza en el mateix centre de la plaça. El seu disseny, i el dels edificis que l'envolten, és el típic de la primera etapa franquista. S'hi troben les principals seus administratives del Govern d'Espanya, com la Subdelegació del Govern, la seu provincial de l'Agència Estatal de l'Administració Tributària o la delegació provincial del Ministeri de Justícia. En ella se situava el desaparegut convent de Sant Francesc, l'església del qual en l'actualitat és la parròquia de la Mare de Déu de Gràcia.
Va ser construïda durant els primers anys de la dictadura de Francisco Franco i fins any 1978 va rebre el nom de plaça del Caudillo. Inicialment, la construcció de la plaça va ser projectada durant la Segona República, però després de la Guerra Civil, va ser confiada la modificació del projecte al nou arquitecte municipal, F. de Azúa, qui va projectar una plaça quadrangular tancada i sense pòrtic. No obstant això, la plaça no va acabar de tancar pel front sud-est, connectant, d'aquesta manera, amb la plaça de Calvo Sotelo. Finalment, la plaça va ser buidada entre 1970 i 1972 per crear un garatge subterrani que divideix l'espai públic en dues parts.
Tradicionalment, en ella s'instal·la el pessebre de l'Ajuntament en dates nadalenques.